# لیمیا
لیمیا یکی از گونه‌های علوم خفیه یا  علوم غریبه است.به نظر برخی از معتقدان به آن، لیمیا علمی است که از کیفیت تأثیر قدرت اراده و روح به وسیله ارتباط آن با ارواح قوی و بزرگ، مانند ارتباط با فرشتگان گفتگو دارد.چون به وسیله آن ارواح قوی یا جنیان را تسخیر کرده و از آنان کمک می‌گیرد.علم تسخیرات هفت سیاره، تسخیرات شمس و قمر و مریخ و عطارد مشتری و زهره و زحل دارای ابعاد گوناگون و قدرت‎های مافوق طبیعت و خواص گوناگون برای تسخیر کننده اش خواهد داشت و غنیمتی برای این جهان می‎باشد، چون هر کدام از هفت سیاره دارای میلیون ها میلیون ملک موکل و عون و طیش برای کمک رسانی به ارواح مطلق به سیاره خود می باشند و هر سیاره در فلک خود قرار دارد و دارای موکل و عون و طیش های مخصوص به خود می باشد که در حیطه تسخیرات، تسخیرکننده قرار می گیرند و به انجام امور دنیوی او کمک و یاری می رسانند و عامل ترقی تسخیر کننده می باشد.بررسی دوستی و دشمنی سیارات با هم (اجتماع،  تسدیس، تثلیث، تربیع، مقابله) (ارباب شب، ارباب روز) دانستن بخورات هر سیاره و دانستن هر ساعت مطلق به کدام ستاره و برای چه کاری و چه عملی مفید می‎باشد و نظرهای آنها نسبت به هم و بر روی مردم.حرف ل اسم رمزی در دستورات این علم است.